# 노스이스트 리저널
노스이스트 리저널(영어: Northeast Regional)는 미국 뉴욕주 뉴욕 펜실베이니아 역, 매사추세츠주 보스턴 남부 역, 매사추세츠주 스프링필드 유니언 역에서 버지니아주 뉴포트뉴스 뉴포트뉴스 역, 버지니아주 노퍽 노퍽 역, 버지니아주 린치버그 캠퍼 스트리트 역까지 운행되는 고속철도이다.

## 역사 및 현황
이 노선의 경우 과거 노스이스트 다이렉트(영어: Northeast Direct), 아셀라 리저널(영어: Acela Regional), 리저널(영어: Regional)로 알려진 명칭으로 펜 센트럴 철도가 소유하고 있었다. 1995년에 노스이스트 다이렉트(영어: Northeast Direct)란 브랜드를 도입했다. 2000년에 최초로 전기 기관차가 도입이 되었고 이후 아셀라 리저널(영어: Acela Regional)로 변경이 되었다가 아셀라 익스프레스 명칭과 혼란을 빚으면서 2003년에 리저널(영어: Regional)로 변경이 되었다. 2008년에 다이아 개정과 함께 현재의 사명으로 변경했다. 그러나 암프레이트의 일부 객차에 측면에 노스이스트 다이렉트(영어: Northeast Direct)란 명칭이 남아있다. 2012년 기준으로 8,010,000명이 이 노선을 이용했으며 2013년 기준으로 8,044,216명으로 0.4% 증가 되었다.

## 운행 노선

암트랙 노스이스트 리저널 노선도 (interactive map)

## 사진

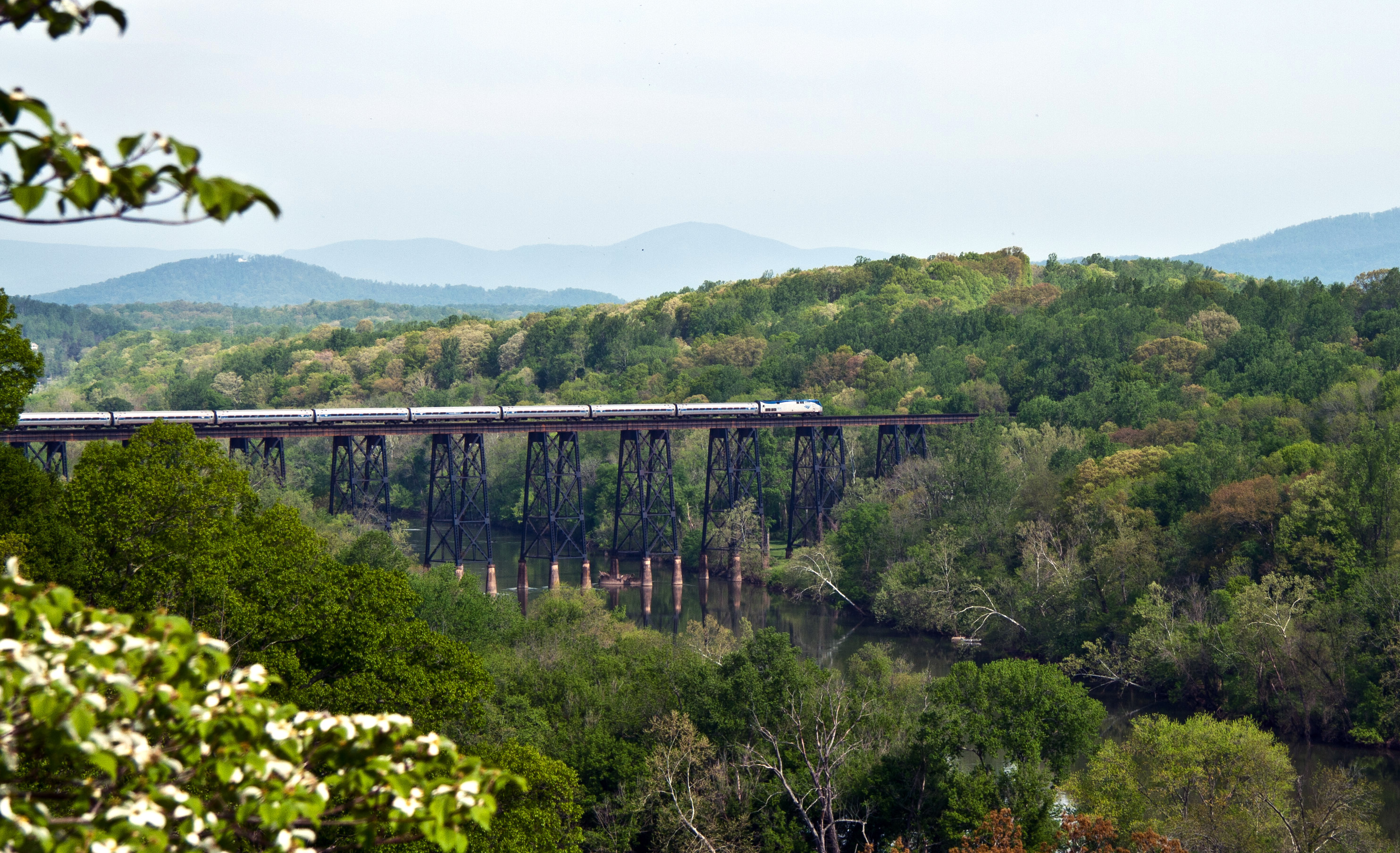
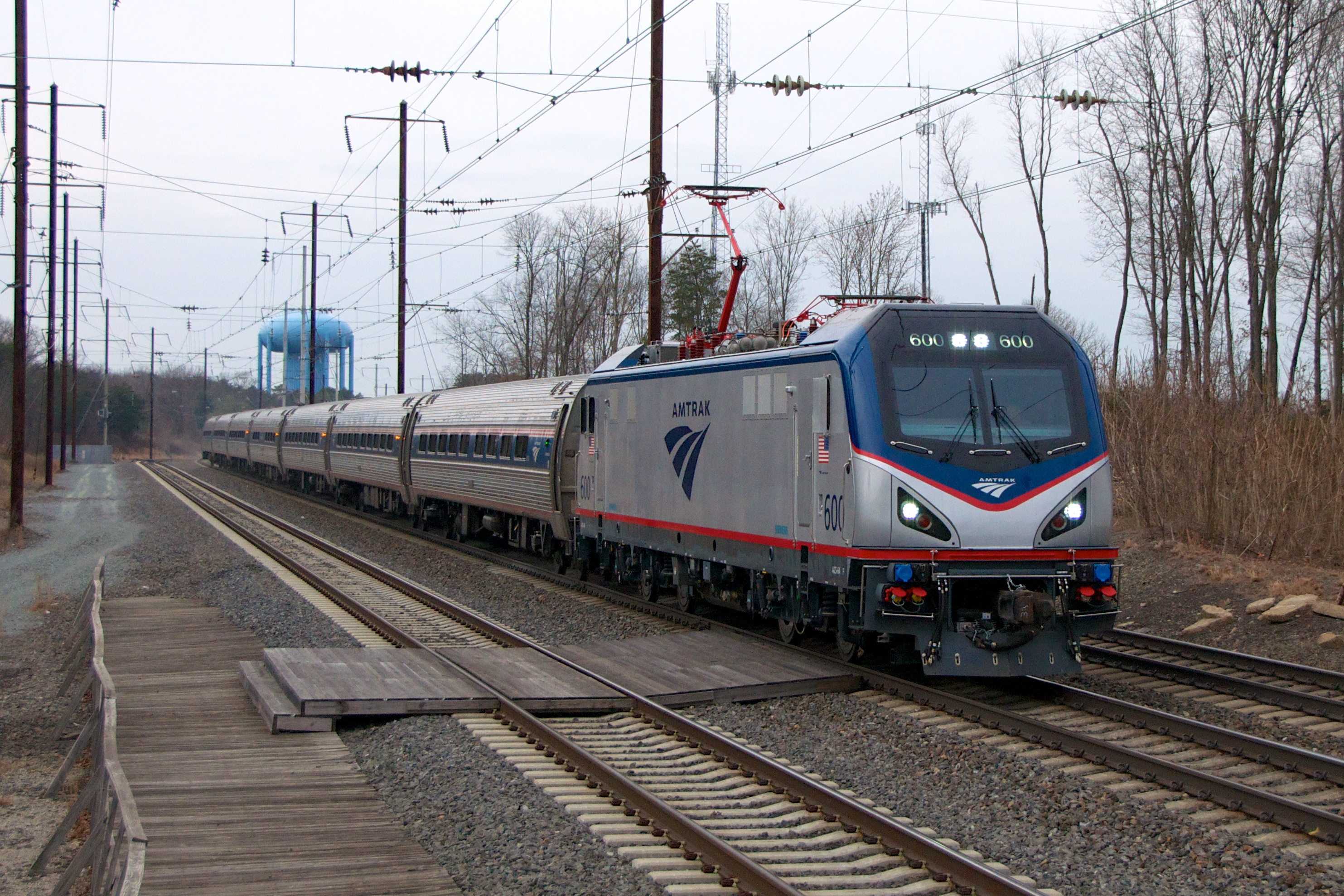
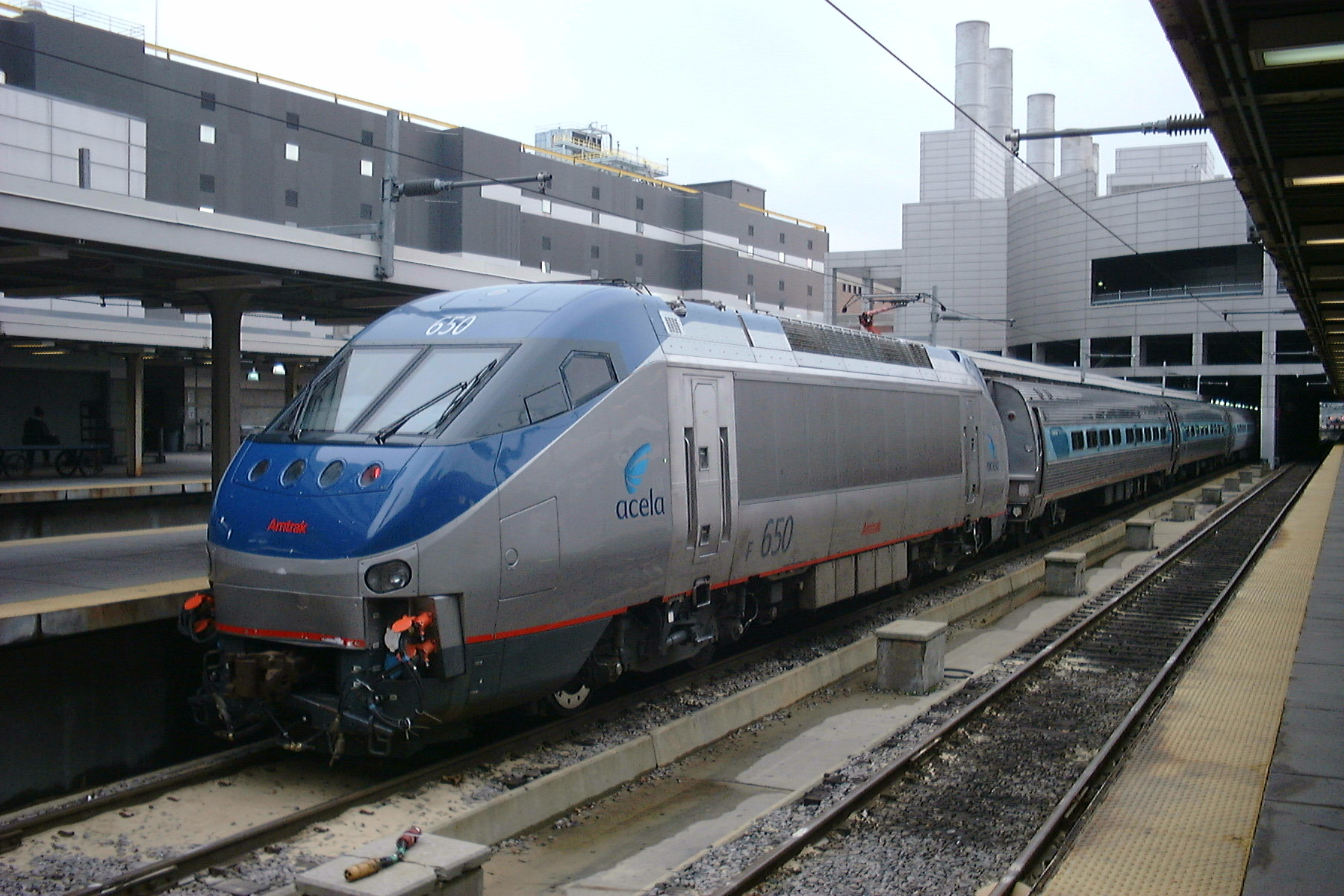
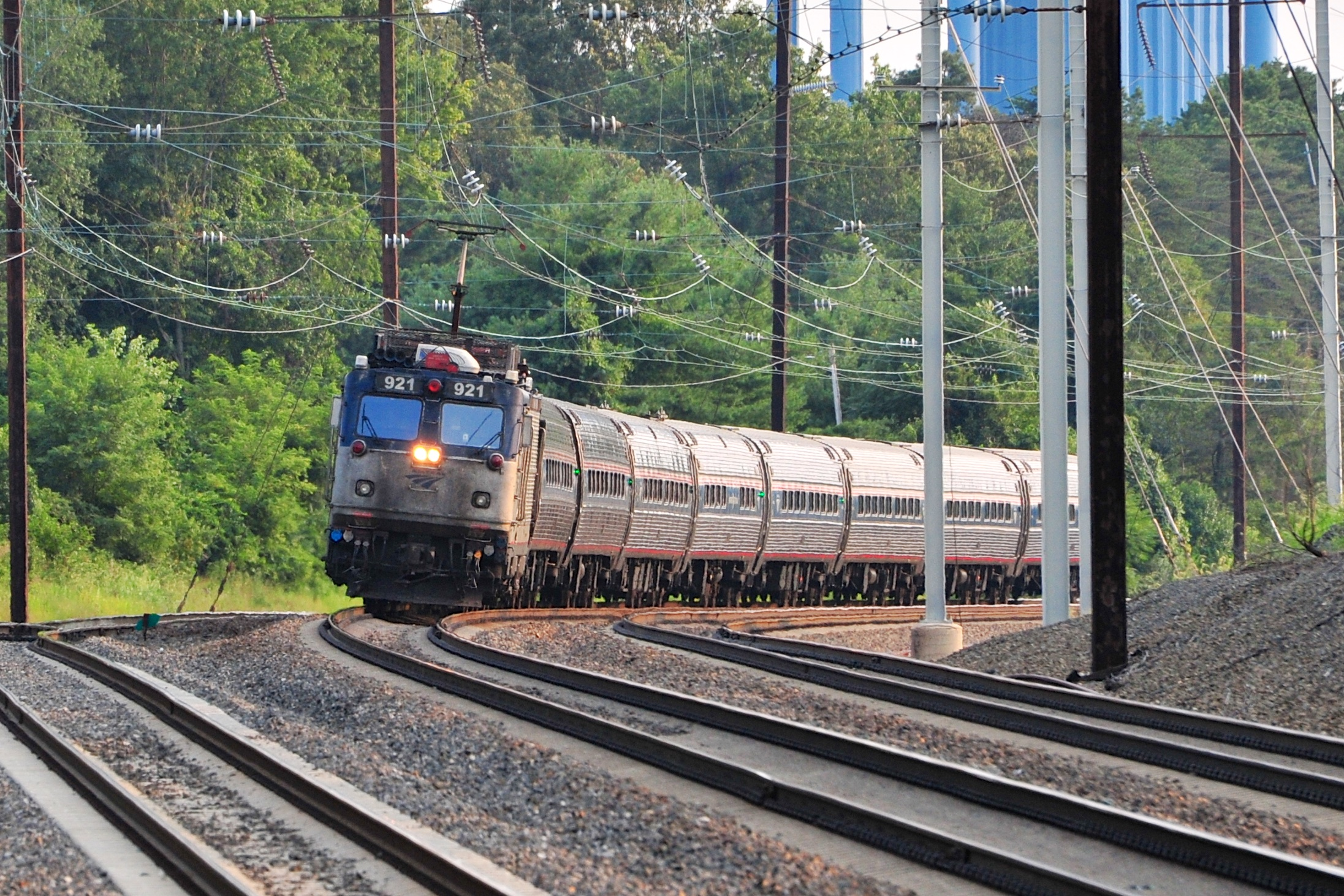
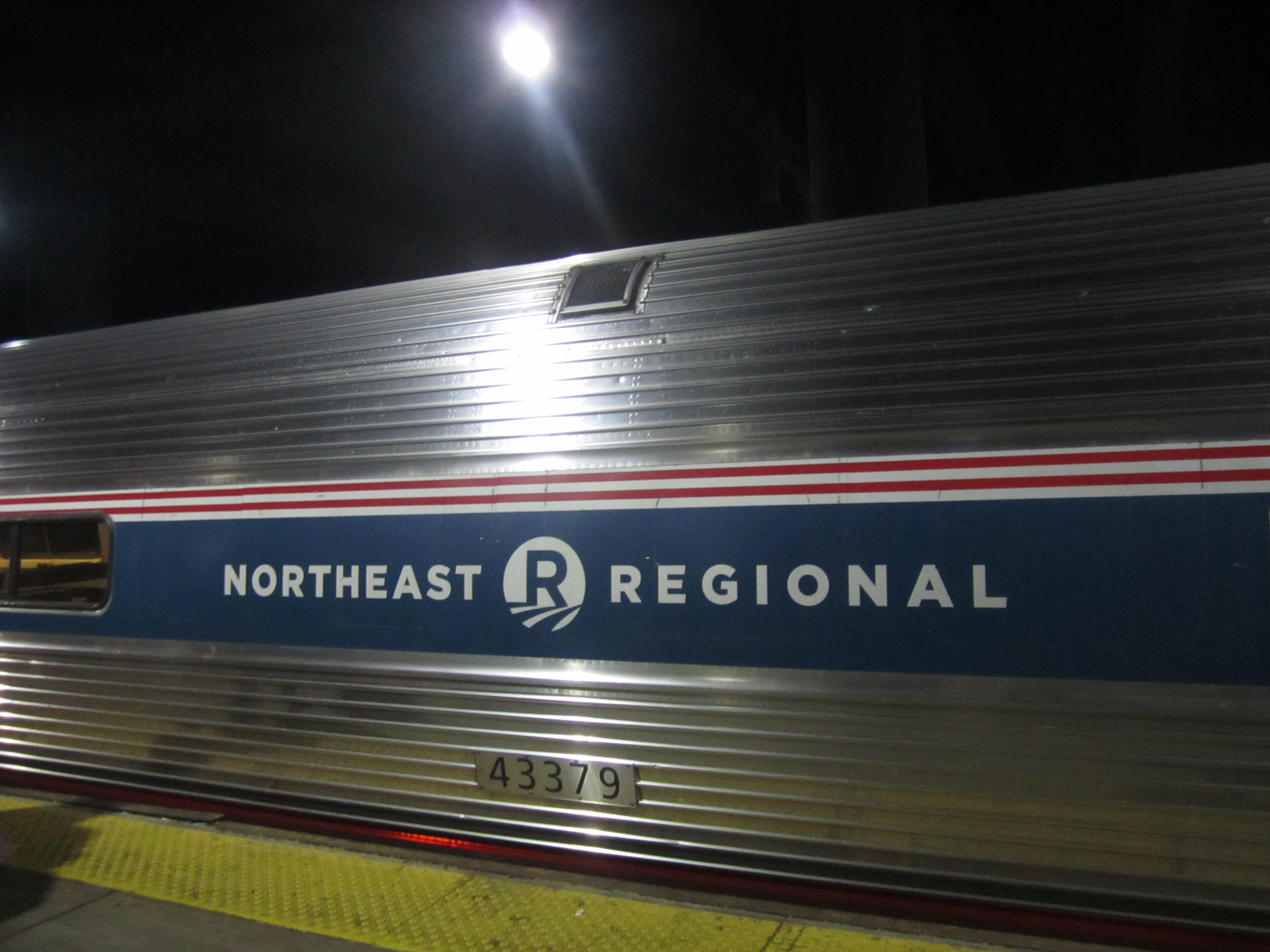
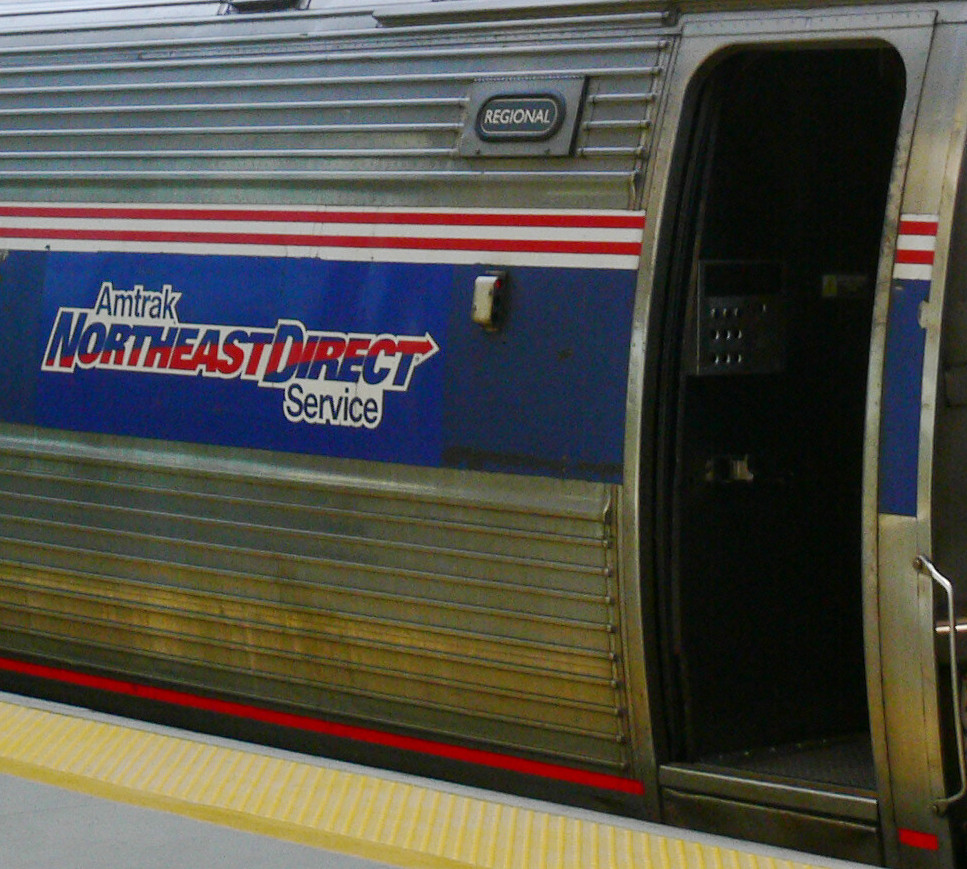

## 사건 및 사고
- 2015년 필라델피아 철도 탈선 사고[8]